# Campionato Italiano Supermoto 2008
Nel 2008 per la prima volta un pilota italiano vince il Campionato Italiano Supermoto in sella a una Aprilia: è Ivan Lazzarini in S1 che colleziona così il suo quinto titolo nazionale e secondo titolo internazionale. Nella S2 Davide Gozzini (TM) conquista il secondo titolo consecutivo, mentre il titolo internazionale va al campione del mondo Adrien Chareyre (Husqvarna).

## Gare del 2008
|   | Nome   | Località  | Data        |
| 1 | Italia | Ottobiano | 30 marzo    |
| 2 | Italia | Latina    | 20 aprile   |
| 3 | Italia | Busca     | 11 maggio   |
| 4 | Italia | Pomposa   | 8 giugno    |
| 5 | Italia | Viterbo   | 6 luglio    |
| 6 | Italia | Busca     | 7 settembre |

## S1

### Principali piloti iscritti alla S1 nel 2008
|     | Pilota                | Costruttore                    | Moto                    |
| --- | --------------------- | ------------------------------ | ----------------------- |
| 1   | Fabio Balducci        | Suzuki Lux Performance         | RM-Z 450                |
| 17  | Jérôme Giraudo        | Honda HM Racing                | CRM 450RR               |
| 30  | Ivan Lazzarini        | Aprilia DRC Supermoto Off Road | VDB Replica 450 Factory |
| 69  | Christian Ravaglia    | Yamaha Evolution               | YZ-F 450                |
| 75  | Boris Chambon         | TM Racing Factory              | SMX 450 Factory         |
| 82  | Maxime Testu          | Kawasaki KL Nastedo            | SM 450F-R               |
| 89  | Marco Dondi           | Kawasaki KL Nastedo            | SM 450F-R               |
| 100 | Eddy Seel             | Suzuki Rigo Racing             | RM-Z 450                |
| 101 | Thierry Van Den Bosch | Aprilia DRC Supermoto Off Road | VDB Replica 450 Factory |
| 112 | Thomas Chareyre       | Husqvarna CH Racing            | SM 450RR Factory        |
| 212 | Bernd Hiemer          | KTM Italia Red Bull Miglio     | SMR 450 Factory         |
| 747 | Simone Girolami       | TM Racing Factory              | SMX 450 Factory         |

### Classifica Italiano S1 (Top 5)
| Pos | Pilota             | Moto/Team                      | ITA 1a | ITA 1b | ITA 2a | ITA 2b | ITA 3a | ITA 3b | ITA 4a | ITA 4b | ITA 5a | ITA 5b | ITA 6a | ITA 6b | Punti |
| --- | ------------------ | ------------------------------ | ------ | ------ | ------ | ------ | ------ | ------ | ------ | ------ | ------ | ------ | ------ | ------ | ----- |
| 1   | Ivan Lazzarini     | Aprilia DRC Supermoto Off Road | 1      | 1      | 1      | 1      | 1      | 1      | 1      | 1      | 1      | 1      | 1      | 1      | 300   |
| 2   | Fabio Balducci     | Suzuki Lux Performance         | 3      | 3      | 2      | 3      | 4      | 3      | 2      | 2      | 3      | 2      | 2      | 2      | 250   |
| 3   | Christian Ravaglia | Yamaha Evolution               | 2      | 2      | 7      | 4      | 2      | 2      | 3      | 3      | 4      | 10     | 9      |        | 201   |
| 4   | Simone Girolami    | TM Racing Factory              | 4      | 4      | 3      | 2      | 3      | rit.   | 4      | 4      | 2      | 17     | 10     | 3      | 191   |
| 5   | Marco Dondi        | Kawasaki KL Nastedo            | 9      | 5      | 4      | 5      | 6      | 4      | 8      | 5      | 5      | 4      | 11     | 7      | 182   |
| Pos | Pilota             | Moto                           | ITA 1a | ITA 1b | ITA 2a | ITA 2b | ITA 3a | ITA 3b | ITA 4a | ITA 4b | ITA 5a | ITA 5b | ITA 6a | ITA 6b | Punti |

### Classifica Internazionale d'Italia S1 (Top 5)
| Pos | Pilota                | Moto/Team                      | ITA 1a | ITA 1b | ITA 2a | ITA 2b | ITA 3a | ITA 3b | ITA 4a | ITA 4b | ITA 5a | ITA 5b | ITA 6a | ITA 6b | Punti |
| --- | --------------------- | ------------------------------ | ------ | ------ | ------ | ------ | ------ | ------ | ------ | ------ | ------ | ------ | ------ | ------ | ----- |
| 1   | Ivan Lazzarini        | Aprilia DRC Supermoto Off Road | 2      | 2      | 3      | 4      | 2      | 3      | 1      | 1      | 1      | 1      | 4      | 2      | 264   |
| 2   | Thierry Van Den Bosch | Aprilia DRC Supermoto Off Road | 3      | 1      | 2      | 5      | 1      | 1      | 10     | 2      | 4      | 2      | 1      | 1      | 256   |
| 3   | Thomas Chareyre       | Husqvarna CH Racing            | 1      | 3      | 1      | 1      | 11     | 2      | 7      | 8      | 3      | 4      | 3      | 3      | 232   |
| 4   | Bernd Hiemer          | KTM Italia Red Bull Miglio     | 4      | 4      | 4      | 2      |        |        | 2      | 3      | 2      | 3      | 2      | 5      | 198   |
| 5   | Eddy Seel             | Suzuki Rigo Racing             | 10     | 6      | 6      | 3      | 3      | 10     | 5      | 7      | 5      | 5      | 5      | 12     | 179   |
| Pos | Pilota                | Moto                           | ITA 1a | ITA 1b | ITA 2a | ITA 2b | ITA 3a | ITA 3b | ITA 4a | ITA 4b | ITA 5a | ITA 5b | ITA 6a | ITA 6b | Punti |

## S2

### Principali piloti iscritti alla S2 nel 2008
|     | Pilota             | Costruttore                    | Moto                    |
| --- | ------------------ | ------------------------------ | ----------------------- |
| 1   | Davide Gozzini     | TM Racing Factory              | SMX 660 Factory         |
| 2   | Attilio Pignotti   | KTM Italia Red Bull Miglio     | SMR 500                 |
| 3   | Luca Minutilli     | Aprilia PMR H2O                | VDB Replica 550         |
| 14  | Paolo Gaspardone   | Husaberg Bikers Racing Team    | FS 650                  |
| 51  | Andrea Occhini     | Husaberg IPA WP Factory        | FS 570 Factory          |
| 60  | Adrien Chareyre    | Husqvarna CH Racing            | SM 530RR Factory        |
| 78  | Fabrizio Bartolini | Aprilia Nos Race               | SXV 550                 |
| 88  | Lorenzo Mariani    | TM MRC Racing                  | SMX 660                 |
| 100 | Gerald Delepine    | Husqvarna CH Racing            | SM 530RR Factory        |
| 121 | Massimo Beltrami   | Aprilia DRC Supermoto Off Road | VDB Replica 550 Factory |

### Classifica Italiano S2 (Top 5)
sql.= squalifica
| Pos | Pilota           | Moto/Team                   | ITA 1a | ITA 1b | ITA 2a | ITA 2b | ITA 3a | ITA 3b | ITA 4a | ITA 4b | ITA 5a | ITA 5b | ITA 6a | ITA 6b | Punti |
| --- | ---------------- | --------------------------- | ------ | ------ | ------ | ------ | ------ | ------ | ------ | ------ | ------ | ------ | ------ | ------ | ----- |
| 1   | Davide Gozzini   | TM Racing Factory           | 7      | 1      | 1      | 1      | 1      | 1      | 1      | 1      | 3      | sql.   | 1      | 2      | 256   |
| 2   | Attilio Pignotti | KTM Italia Red Bull Miglio  | 2      | 2      | 4      | 2      | 2      | 3      | 7      | 5      | 1      | 2      | 2      | 1      | 250   |
| 3   | Lorenzo Mariani  | TM MRC Racing               | 2      | 4      | 5      | 4      | 5      | 5      | 3      | 2      | 2      | 5      | 3      | 3      | 224   |
| 4   | Luca Minutilli   | Aprilia PMR H2O             | 6      | 6      | 2      | 7      | 6      | 4      | 5      | 3      | 16     | 1      | 4      | 5      | 199   |
| 5   | Paolo Gaspardone | Husaberg Bikers Racing Team | 1      | 3      | 7      | 5      | 4      | 6      | 4      | 4      | 13     | 8      | 7      | 4      | 197   |
| Pos | Pilota           | Moto                        | ITA 1a | ITA 1b | ITA 2a | ITA 2b | ITA 3a | ITA 3b | ITA 4a | ITA 4b | ITA 5a | ITA 5b | ITA 6a | ITA 6b | Punti |

### Classifica Internazionale d'Italia S2 (Top 5)
sql.= squalifica
| Pos | Pilota           | Moto/Team                  | ITA 1a | ITA 1b | ITA 2a | ITA 2b | ITA 3a | ITA 3b | ITA 4a | ITA 4b | ITA 5a | ITA 5b | ITA 6a | ITA 6b | Punti |
| --- | ---------------- | -------------------------- | ------ | ------ | ------ | ------ | ------ | ------ | ------ | ------ | ------ | ------ | ------ | ------ | ----- |
| 1   | Adrien Chareyre  | Husqvarna CH Racing        | 1      | 3      | 1      | 1      | 2      | 1      | 10     | 9      | 1      | 1      | 1      | 2      | 262   |
| 2   | Davide Gozzini   | TM Racing Factory          | 9      | 1      | 3      | 2      | 1      | 2      | 1      | 1      | 5      | sql.   | 3      | 4      | 230   |
| 3   | Attilio Pignotti | KTM Italia Red Bull Miglio | 4      | 4      | 6      | 3      | 3      | 4      | 7      | 5      | 3      | 4      | 4      | 3      | 215   |
| 4   | Lorenzo Mariani  | TM MRC Racing              | 5      | 6      | 7      | 5      | 7      | 7      | 3      | 2      | 4      | 7      | 5      | 5      | 195   |
| 5   | Gerald Delepine  | Husqvarna CH Racing        | 3      | 2      | rit.   |        | 5      | 5      | 8      | rit.   | 2      | 3      | 2      | 1      | 176   |
| Pos | Pilota           | Moto                       | ITA 1a | ITA 1b | ITA 2a | ITA 2b | ITA 3a | ITA 3b | ITA 4a | ITA 4b | ITA 5a | ITA 5b | ITA 6a | ITA 6b | Punti |